# Carré de Niort
Le carré de Niort est une coiffe du XIXe siècle, des Deux-Sèvres et nord Vendée en Poitou.
Comme son nom l'indique, elle fut portée à Niort et dans ses environs, où elle fut modifiée, donnant naissance à d'autres coiffes carrées. C'est donc la plus ancienne des coiffes carrées, la descendance de la Capette.
Composée d'une bonnette, un écusson de carton était installé au fond, puis une passe en satin, bleuté pour la marié et crème en règle générale.
Autour du fond, était épinglé un béguin (les tuyautés) disposés différemment suivant la localité. Et enfin un fond carré, de tulle ouvragé d'un semis floral.
"Variétés" de Carré :
- Carré de Niort appelée Claque : coiffe poitevine du XIXe siècle, portée dans les Deux-Sèvres à Niort et en Vendée à Sainte-Christine et Aziré.
- le Carré de Fontenay ou la Porreaude.
- le Garibaldi et le cassé de Garibaldi, nés à la suite d'une guerre de religion.
- la Rebifiette de Coulon (Deux-Sèvres), née de la révolte des habitantes du Marais, dont le nom vient du verbe "se rebiffer".
- la Rebufiette de Saint-Hilaire-des-Loges (Vendée).